# Ball Aerospace & Technologies
Ball Aerospace & Technologies Corp. o simplemente Ball Aerospace es un fabricante estadounidense de naves espaciales, componentes e instrumentos para aplicaciones de defensa nacional, espacio civil y espacio comercial. La compañía es una subsidiaria de propiedad total de Ball Corporation (NYSE: BALL), con oficinas principales en Boulder, Colorado, e instalaciones en Broomfield y Westminster en Colorado, con oficinas más pequeñas en Nuevo México, Ohio, el norte de Virginia, Missouri y Maryland.
Ball Aerospace comenzó a construir controles de apuntamiento para cohetes militares en 1956 (la parte aeroespacial de Ball Corporation se conocía entonces como Ball Brothers Research Corporation) y más tarde ganó un contrato para construir algunas de las primeras naves espaciales de la NASA, los satélites del Observatorio Solar en Orbitación. La empresa ha sido responsable de numerosos proyectos tecnológicos y científicos y continúa proporcionando tecnología aeroespacial a la NASA e industrias relacionadas.
Otros productos y servicios para la industria aeroespacial incluyen lubricantes, sistemas ópticos, rastreadores de estrellas y antenas. Como filial de propiedad absoluta de Ball Corporation, Ball Aerospace fue citada en 2022 como el 61.er contratista de defensa más grande del mundo. Tanto la sede matriz como la subsidiaria comparten su ubicación en Broomfield, Colorado.
En agosto de 2023, Ball Corporation acordó vender Ball Aerospace a BAE Systems por 5.600 millones de dólares en efectivo.

## Proyectos participantes
- La misión de mantenimiento de satélites autónomos Orbital Express.[4]
- El satélite de observación de la Tierra WorldView-2.[5]
- EROS (satélite)[6]
- Ralph (New Horizons)[7]
- Cámara de aspecto del Observatorio de rayos X Chandra y SIM (módulo de instrumentos científicos)[8]
- Telescopio espacial Hubble: siete instrumentos científicos (COS, WFC3, ACS, NICMOS, STIS, COSTAR y GHRS), dos rastreadores de estrellas, cinco subsistemas de equipos principales y herramientas personalizadas para respaldar misiones de servicio[9]
- Sistema de espejo óptico del telescopio espacial James Webb.[10]